# Grad (Temperatur)
Die Bezeichnung Grad (grd., grd) war in Deutschland bis Ende 1974 die erlaubte Bezeichnung bei Temperaturdifferenzen. Sie wurde vor allem im Technischen Maßsystem und in cgs-Systemen genutzt. Eine Temperaturdifferenz von 1 grd bedeutet hierbei, dass die Differenz zweier Temperaturen 1 K beträgt. 
Heute wird bei der Angabe von Temperaturdifferenzen in Deutschland normgerecht nach DIN 1345 nur noch die Einheit Kelvin empfohlen. Bei der Angabe von Differenzen von Celsius-Temperaturen darf jedoch laut DIN 1301-1 auch der Grad Celsius verwendet werden. Mit der Abschaffung des Grades folgte die Norm einem Beschluss der Generalkonferenz für Maß und Gewicht aus dem Jahr 1967.
Die Schreibweise Δ1 °C ist nicht normgerecht und daher zu vermeiden.